# Xavier Báez
Xavier Iván Báez Gamiño (Reynosa, 22 luglio 1987) è un ex calciatore messicano, di ruolo centrocampista.

## Carriera
Il 18 dicembre 2012, dopo 5 anni nella prima squadra dei Chivas, passa al Toluca, vicecampione in carica. Nel campionato di Clausura 2014 messicano si trasferisce al Cruz Azul.

## Palmarès

### Club

#### Competizioni nazionali
- InterLiga: 1

Guadalajara: 2009